# III Інтернаціонал (селище)
III Інтернаціонал (рос. III Интернационал) — селище у Баганському районі Новосибірської області Російської Федерації.
Входить до складу муніципального утворення Андріївська сільрада. Населення становить 44 особи (2010).

## Історія
Згідно із законом від 2 червня 2004 року органом місцевого самоврядування є Андріївська сільрада.

## Населення
| 2002 | 2007 | 2010 |
| ---- | ---- | ---- |
| 87   | ↘53  | ↘44  |